# Cedarpelta

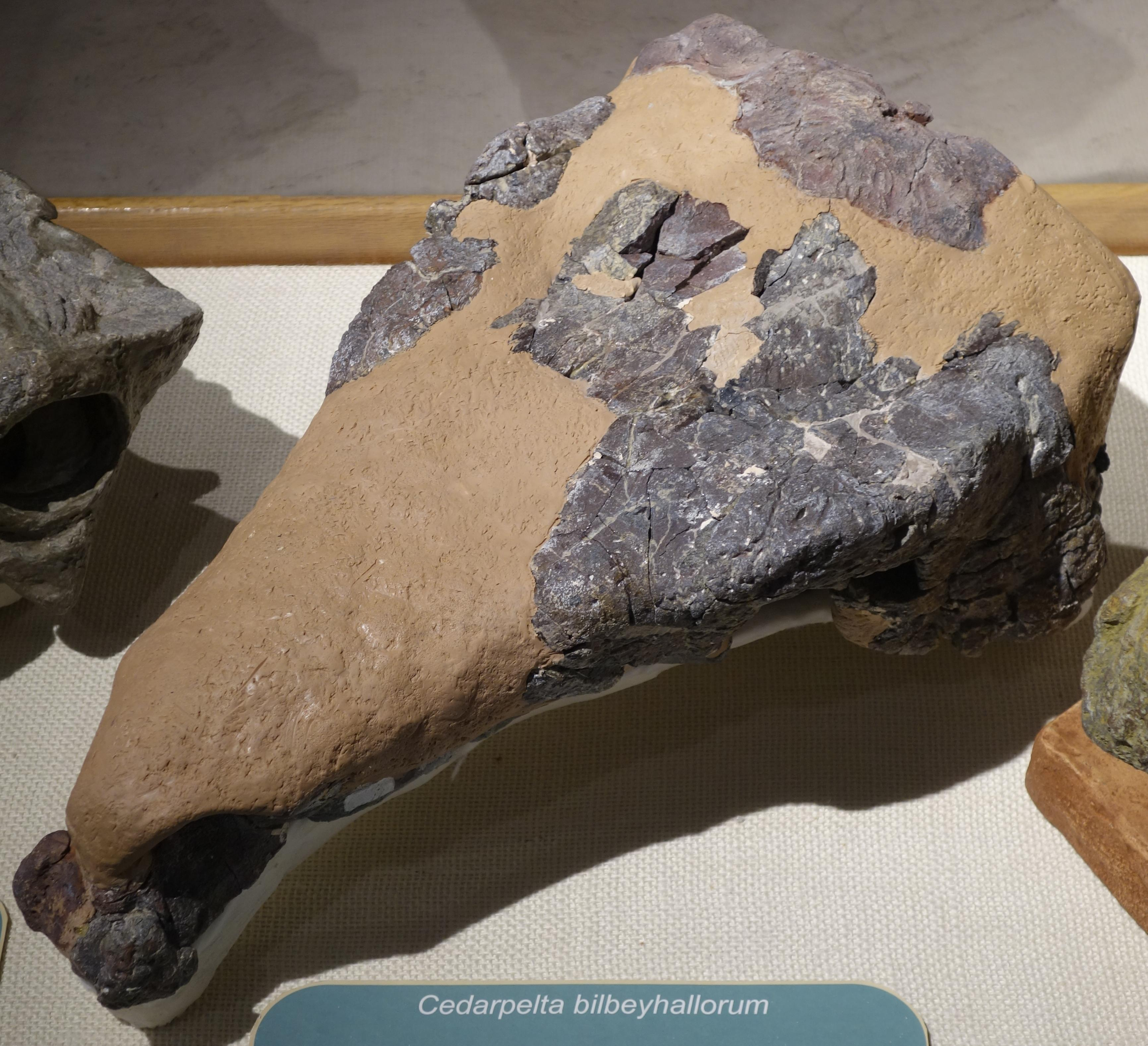
De schedel

Cedarpelta bilbeyhallorum is een plantenetende ornithischische dinosauriër, behorend tot de Ankylosauria, die tijdens het vroege Krijt leefde in het gebied van het huidige Noord-Amerika.

## Vondst en naamgeving
In 1990 vonden Sue Ann Bilbey en Evan Hall bij de Price River in Carbon County, Utah, de resten van ankylosauriërs. In 1998 werd de vondst gemeld in de wetenschappelijke literatuur.
In 2001 werd de typesoort Cedarpelta bilbeyhallorum benoemd en beschreven door Kenneth Carpenter, James Kirkland, Donald Burge en John Bird. De geslachtsnaam is afgeleid van de Cedar Mountain en het Oudgriekse peltè, "klein schild". De soortaanduiding eert de ontdekkers.
Het holotype, CEUM 12360, is gevonden in de Cedar Mountain Formation. Eerst werd aangenomen dat de laag deel uitmaakte van de Ruby Ranch Member maar later bleek dat de jongere Mussentuchitafzetting te zijn die dateert uit het late Albien. Het bestaat uit een gedeeltelijke schedel. Vermoedelijk zijn twee individuen opgegraven. De postcrania van het individu van het holotype en de schedel en postcrania van het tweede individu lagen niet meer in verband. De talrijke elementen zijn aangewezen als paratypen.
De paratypen betreffen de specimina CEUM 10405: een linkerpremaxilla; CEUM 10410: een rechterneusbeen; CEUM 10421: een rechter prefrontale; CEUM 10560: een rechtertraanbeen; CEUM 10352: een rechterpostorbitale; CEUM 10598: een jukbeen; CEUM 10325: een linkerfrontale; CEUM 10332: een wandbeen; CEUM 10345: een rechtersquamosum; CEUM 10417: een linkerquadratum met quadrojugale; CEUM 10561: een linkerquadratojugale; CEUM 10267: een hersenpan; CEUM 10270: een linker surangulare; CEUM 10529: een linkerangulare; CEUM 11288: een halswervelcentrum; CEUM 10258, CEUM 10409, CEUM 10442, CEUM 10360: vier ruggenwervelcentra; CEUM 12163: een synsacrum van twee ruggenwervels, vier sacrale wervels en een staartwervel; CEUM 10258: een eerste staartwervel; CEUM 10258, CEUM 10387, CEUM 10366: drie voorste staartwervels; CEUM 10255, CEUM 10257, CEUM 10260, CEUM 10261, CEUM 10262, CEUM 10349, CEUM 10400, CEUM 10412: acht middelste staartwervels; CEUM 10404, CEUM 10407: achterste staartwervels; CEUM 10258: een rechteropperarmbeen; CEUM 10425: een linkerellepijp; CEUM 10266: een linkerzitbeen; CEUM 10537: een rechterzitbeen; CEUM10375: een rechterdarmbeen; CEUM 10248, CEUM 10445: twee nekribben; CEUM 10254, CEUM 10356, CEUM 10430, CEUM10449, CEUM 10984: vijf middenhandsbeenderen; CEUM 10247, CEUM 9970: kootjes; CEUM 9922, CEUM 10253: klauwen; CEUM 10526, CEUM 10359, CEUM 10394, CEUM 10431, CEUM 10459, CEUM 10248: zes osteodermen met kielen; CEUM 10359, CEUM 9960, CEUM 9962, CEUM 10548, CEUM 10414, CEUM 10441: zes osteodermen met afgeknotte kegels; en CEUM 10338: een platte osteoderm.
In 2008 werden door Carpenter nog wat botten toegewezen uit een tweede vindplaats vijfentwintig kilometer verderop gelegen in Emery County. Deze vullen de eerdere vondsten vooral aan in de achterpoten. Dit betreft de specimina CEUM 10396: een halswervel; CEUM 10412, CEUM 10404: staartwervels; CEUM 10371: een ravenbeksbeen; CEUM 10256, CEUM 11629: opperarmbeenderen; CEUM 10266: een zitbeen; CEUM 11334: een dijbeen; CEUM 11640: een scheenbeen. Bij elkaar zijn de meeste elementen van het skelet wel vertegenwoordigd maar veel beenderen zijn wel wat beschadigd.

## Beschrijving

### Grootte en onderscheidende kenmerken
Cedarpelta is een grote ankylosauriër. De schedel heeft een lengte van zo'n zestig centimeter. Carpenter schatte de lichaamslengte in 2001 op zevenenhalve à achtenhalve meter. Gregory S. Paul gaf in 2010 een lengte van zeven meter bij een gewicht van vijf ton. Cedarpelta behoort daarmee tot de grootste bekende ankylosauriërs.
De beschrijvers wisten enkele onderscheidende kenmerken vast te stellen. De praemaxilla vormt vóór de tak die naar het neusbeen loopt slechts een korte snuit. De buitenzijden van de twee praemaxillae lopen evenwijdig, niet naar achteren uiteen zoals bij latere vormen. De snijrand van de bovensnavel is beperkt tot het voorste gedeelte van de praemaxillae. Iedere praemaxilla heeft zes tanden. Het quadratum helt naar voren. De kop van het quadratum is niet vergroeid met de processus paroccipitalis zoals bij Shamosaurus wel het geval is. De hals van de achterhoofdsknobbel, de condylus occipitalis, is lang en steekt recht naar achteren uit zoals bij de Nodosauridae, niet schuin naar beneden zoals bij latere ankylosauriden. De tubercula basilaria van de achterste onderste hersenpan vormen een grote naar beneden uitstekende wig. Het pterygoïde heeft aan de zijrand een goed ontwikkeld uitsteeksel in de vorm van een zadelgewricht. De processus coronoides op de onderkaak heeft een ovaal uitsteeksel aan de binnenkant voor de pees van de sluitspier. Het zitbeen heeft een grote knopvormige bult aan de binnenzijde bij het aanhangsel voor het schaambeen.

### Skelet
De schedel van Cedarpelta is veel basaler dan die van meer afgeleide ankylosauriden. Bij deze heeft een korte kop een rond bovenprofiel in zijaanzicht met een extreem afhangende snuit die een brede snavel draagt en een afhangend achterhoofd. In bovenaanzicht is hun schedel zeshoekig. Cedarpelta daarentegen heeft een meer langgerekte kop die van bezijden bezien tamelijk recht is. De snuit steekt vóór de oogkassen plots schuin naar voren uit. Wel loopt de snuit spits toe zodat de snavel behalve kort, ook smal is. Boven de snavel bevindt zich een kleine beenzwelling, wellicht een osteoderm. In de snuit staan in de praemaxilla tanden, opnieuw een basaal kenmerk: bij latere vormen zijn die verloren gegaan. Van de zes premaxillaire tanden moet de voorste het grootst geweest zijn, met een ronde doorsnede. Bij dit alles moet bedacht worden dat de schedels niet met de praemaxillae in verband gevonden zijn, wat de identiteit van deze toch wat onzeker maakt. Van de tanden in de schedel zijn alleen de tandkassen of wortels over. In het bovenkaaksbeen staan er achttien. De tanden zijn tamelijk groot met een licht gezwollen basis aan de buitenkant en een dikkere zwelling aan de binnenkant. Er is op de onderkant geen premaxillair foramen tussen de praemaxillae.
Bij de schedeldelen van het tweede individu zijn bijna alle osteodermen afgevallen terwijl ze ook los van elkaar geraakt zijn en dit biedt een zeldzaam inzicht in de grenzen van de schedelelementen. Die blijken te bestaan uit vrij simpele grote stukken. Rond de oogkas liggen er maar drie: een kleiner traanbeen aan de voorste onderhoek, een supraorbitale daarboven en een zeer groot postorbitale aan de achterkant. Prefrontale en jukbeen raken de rand van de oogkas niet. Het rechthoekige prefrontale heeft een dik raakvlak met het traanbeen; het vlak heeft een uitholling waar een verdikking van het traanbeen in past. Op het schedeldak vormen de voorhoofdsbeenderen een klein trapezium, zonder ingekeept te worden door de neusbeenderen, en de wandbeenderen erachter een wat groter. Alle slaapvensters zijn gesloten. Het quadratum is golvend in zijaanzicht, niet recht of met een bolle achterrand. De kop ervan is rond en goed ontwikkeld. Er is geen foramen paraquadraticum zichtbaar. De vleugel voor het contact met het intern voorliggende pterygoïde is hoog op de schacht geplaatst. Het squamosum is C-vormig met afhangende vleugels rond een diepe ovale groeve.
De onderkaak is althans achteraan vrij hoog. Bij het achterste vlak tussen het surangulare en het angulare, vormt het eerste een richel die in een verdieping in het laatste steekt. De buitenzijde van de achterste onderkaak is geornamenteerd met verruwingen en putjes die duiden op de aanwezigheid van osteodermen.
Een beschrijving van de postcrania werd in 2001 grotendeels achterwege gelaten en zou het onderwerp zijn van een latere publicatie die echter nog niet verschenen is. Alleen het zitbeen had een zo uitzonderlijk kenmerk dat men dat meteen wilde vermelden: de aanwezigheid van een grote gewelfde bult aan de bovenste binnenzijde. In feite is het hele bot daar naar binnen gebogen zodat de buitenzijde er een diepe uitholling heeft. Twee zitbeenderen toonden dit kenmerk zodat het niet pathologisch is. Verder is het zitbeen recht zoals bij de meeste ankylosauriden.

### Osteodermen
De restanten van de huidverbeningen, de osteodermen, leveren geen duidelijk beeld van hun patroon. Bij de schedels zijn ze er grotendeels afgevallen, wellicht een teken dat de exemplaren, ondanks hun omvang, nog niet erg oud waren. Carpenter leidde uit hun losse verbinding een geheel nieuwe hypothese af over de oorsprong van deze pantserplaten. Tot 2001 waren twee verschillende verklaringen populair. Beide gingen uit van een belangrijke rol van de vermoedelijke hoornplaten of hoornschubben in de huid. Volgens de eerste was het bot van de osteoderm het gevolg van een verbening van, of direct onder, de schub. Er zouden zich daar osteocyten concentreren die een botweefsel vormden wat later met de schedel vergroeide. Volgens de tweede hypothese was het bot simpelweg dat van het schedelelement maar werd de botwand daarvan gestimuleerd door de aanwezigheid van een opliggende schub om te verruwen en verdikken.
De schedels van Cedarpelta nu, lijken aan te tonen dat die laatste hypothese niet klopt: de eigenlijke botwand is glad. Er is eigenlijk nauwelijks aan te zien dat er een osteoderm op gelegen heeft, hoewel de aanwezigheid daarvan wel aangenomen wordt. Carpenter meende dat dit ook de eerste hypothese onwaarschijnlijk maakte omdat hij aannam dat er dan toch een begin van ingroei waarneembaar had moeten zijn. Volgens hem leek dit erop te wijzen dat een nog niet onderkend mechanisme de botplaten in eerste instantie weliswaar van onderuit liet groeien, maar nog boven de normale botwand. Hij veronderstelde dat het periosteum of beenvlies de platen voortbracht. Pas bij oudere dieren zouden de platen dan vastgroeien. Hij dacht ook dat dit betekende dat de osteodermen voornamelijk de vorm van de schedelelementen zouden weerspiegelen.
De nieuwe hypothese van Carpenter vond eerst wel wat weerklank maar is tegenwoordig minder populair. Ze lijkt de zaak onnodig te compliceren. De meeste osteodermen bevinden zich op de romp en worden dus kennelijk gevormd als echte huidverbeningen. De eenvoudigste verklaring is dan dat ook de plaatjes van de kop, de caputegulae, zich in het begin zo ontwikkelen. Noodzakelijkerwijs zal bij een vergroeiing met de schedelwand ook het periosteum betrokken raken. Daarbij zijn bij veel soorten de plaatjes op de kop tamelijk klein en weerspiegelen dan met zekerheid niet de grenzen van de schedelbotten, die veel groter zijn.

## Fylogenie
Volgens Carpenter was Cedarpelta een zeer basaal lid van de Ankylosauridae. Hij twijfelde erover of het de meest basale bekende ankylosauride was, wat de soort een speciaal belang zou geven en in overeenstemming was met de toen aangenomen extreme ouderdom uit het Barremien, of met Aziatische vormen als Shamosaurus en Gobisaurus een eigen klade Shamosaurinae vormde. Andere onderzoekers achtten het echter mogelijk dat de basale kenmerken het gevolg waren van een behoren tot de Nodosauridae. Daarop leek ook de afwezigheid van een zware staartknots te wijzen. Latere exacte kladistische analyses hadden als uitkomst dat Cedarpelta inderdaad een zeer basale ankylosauride was. Sommige hebben als resultaat dat het een shamosaurine is; volgens andere zijn deze soorten opeenvolgende afsplitsingen van de ankylosauride hoofdstam. De vroegste ankylosauriden hadden kennelijk nog geen zware knots.